# Habitatge al carrer Coll del Castell, 11 (Rupit)
L'Habitatge al carrer Coll del Castell, 11 és una casa de Rupit i Pruit (Osona) inclosa a l'Inventari del Patrimoni Arquitectònic de Catalunya.

## Descripció
Casa mitgera de dos trams orientada vers llevant amb portal rectangular allindat a nivell de planta baixa amb la inscripció "16 IHS 59". A la part dreta un portal d'arc rebaixat de grans dimensions. Al primer pis s'hi obren dues finestres de forma rectangular amb espieres tapiades i els ampits motllurats. Al segon pis s'obren finestres de mateixes característiques tot i que són més petites. És construïda en lleves de pedra unides amb morter i arrebossades al damunt, però l'arrebossat es troba molt deteriorat. Les obertures són de pedra picada i els portals de fusta.

## Història
La plaça del coll del Castell es troba a la part alta de la vila de Rupit, sota el mur de llevant del Castell. Les cases estan assentades damunt el cingle i la gran majoria pertanyen als segles XVII-XVIII. Com totes les de Rupit han estat restaurades respectant la tipologia primitiva. L'establiment de Cavallers al Castell de Rupit donà un caire aristocràtic a la vila. Al segle xiv la demografia baixa considerablement, al fogatge del segle xvi s'experimentà un cert creixement i al segle xvii comença a ésser un nucli important de població, ja que durant la guerra dels Segadors (1654) s'hi establiren molt francesos.